# 姚志康
姚志康（英語：AndyDaniel Yiu；?—），香港形象及時裝設計師，於1992年正式入行，曾為超過八十個香港及海外演唱會、音樂短片、唱片封套、平面及電視廣告的演出者設計形象和服裝，亦為黎明、陳慧琳、葉德嫻等藝人提供專業形象指導服務。

## 個人背景
姚志康出生於小康家庭，有父母及5名姊妹，中學畢業後原本計劃到日本修讀設計課程，但他在身體檢查時，發現自己的心臟有問題及患有地中海貧血症，未能離開香港，遂在大一藝術設計學校修讀為期3年的廣告設計文憑課程，並於入行後修讀與時裝相關的高級文憑課程。姚志康的英文名字「AndyDaniel」是由他的姊姊命名，他表示其姊喜歡英文名字「Andy」，但由於此名字甚為普遍及常見，故其姊請牧師替他取名「Daniel」作為中間名 。

## 入行經歷
1991年，姚志康畢業在即，他從報章廣告得知有公司欲聘請舞台服裝助理，故嘗試應徵，因坦白承認對相關的工作沒有認識而獲僱主賞識，從百多名應徵者中獲得錄用，跟隨專注於演唱會舞台服裝設計的陳華國當學徒，負責釘衫鈕及熨恤衫等工作。姚志康入行2年後，於1993年至1994年間自立門戶，他憑已建立的人際網絡，先後當過《黑豹天下》、《人魚傳說》等電影的服裝指導，同時亦替黎明、陳慧琳、黃凱芹等歌手的演唱會及音樂短片設計服裝，其後亦拓展設計高級時裝及晚裝等服飾，他曾於2003年出版著作《星級形象》，講述化妝、髮型、衣著打扮的配襯方法。

## 外部連結
- AndyDaniel Yiu的Facebook專頁